# Bohumil Říha (fotbalista)
Bohumil Říha (3. listopadu 1916 Pardubice – 2. září 1992 Pardubice) byl český fotbalista, obránce.

## Fotbalová kariéra
S fotbalem začínal v Pardubicích, kde působil v týmech SK Pardubický team a AFK Pardubice, v jehož sestavě řadu let působil v divizi českého venkova. V československé lize hrál za SK Slavia Praha. Nastoupil ve 101 ligových utkáních. Se Slavií získal tři mistrovské tituly. Vítěz Poháru osvobození 1945. Po skončení působené se vrátil do Pardubic, kde nastupoval za Teslu Pardubice, věnoval se ale i trenérské práci a to jak ve válečných letech, kdy před odchodem do Slavie pracoval s mládeží, tak i v pozdějších letech, kdy na sklonku padesátých let vedl tým Spartak Tesla Pardubice.

## Ligová bilance
| Ročník               | Zápasy | Góly | Klub                |
| -------------------- | ------ | ---- | ------------------- |
| Národní liga 1942/43 | -      | 0    | SK Slavia Praha     |
| Národní liga 1943/44 | -      | 0    | SK Slavia Praha     |
| Státní liga 1945/46  | -      | 0    | SK Slavia Praha     |
| Státní liga 1946/47  | -      | 0    | SK Slavia Praha     |
| Státní liga 1947/48  | -      | 0    | Dynamo Slavia Praha |
| Státní liga 1948     | -      | 0    | Dynamo Slavia Praha |
| CELKEM               | 101    | -    |                     |